# Anjo do Lodo
Anjo do Lado  é um filme brasileiro de 1951, dirigido por Luiz de Barros, escrito por ele a partir da adaptação de Zita de Barros. O filme é baseado no romance Lucíola, de José de Alencar. 

## Elenco
| Ator/Atriz      | Personagem                         |
| --------------- | ---------------------------------- |
| Virgínia Lane   | Lúcia                              |
| Cláudio Nonelli | Paulo                              |
| Geny França     | Zuzu                               |
| Manoel Vieira   | Couto                              |
| Carlos Cotrim   | Janjão                             |
| Costinha        | Maneco                             |
| Augusto Aníbal  | Chico                              |
| Macedo Neto     | Benedito                           |
| Zé Trindade     | Homem que faz comentários maldosos |